# دان لامبرت
دان لامبرت هو لاعب هوكي الجليد كندي، ولد في 12 يناير 1970 في St. Boniface, Winnipeg ‏ في كندا.

## وصلات خارجية
- دان لامبرت على موقع دوري الهوكي الوطني (الإنجليزية)
- دان لامبرت على موقع EliteProspects.com (الإنجليزية)
- دان لامبرت على موقع Eurohockey.com (الإنجليزية)
- دان لامبرت على موقع HockeyDB.com (الإنجليزية)
- دان لامبرت على موقع Hockey-Reference.com (الإنجليزية)